# Mensa Česko
Mensa Česko je dobrovolným, nepolitickým, nezávislým a neziskovým spolkem fyzických osob splňujících podmínky pro vznik členství. Mensa Česko je součástí mezinárodní organizace Mensa International, sdružující osoby, které v testu inteligence schváleném mezinárodním dozorčím psychologem Mensy dosáhly výsledku v pásmu horních dvou procent populace. Předchůdkyně dnešní Mensa Česko, Mensa Československo byla oficiálně zaregistrována dne 28. března 1991 psycholožkou Hanou Drábkovou.

## Vedení a fungování
Mensa je dobrovolnickou organizací; aktivity a projekty Mensy jsou vykonávány dobrovolníky, členy Mensy. Vedení a fungování organizace řídí Rada Mensy v čele s předsedou organizace. Rada Mensy je volena každé tři roky (do roku 2021 to bylo každé 2 roky).
Mensa Česko organizuje vstupní testování IQ, vede agendu členů, vydává časopis Mensa, spravuje své internetové stránky a minimálně jednou ročně svolává valnou hromadu. Za to vše je zodpovědná devítičlenná rada Mensy, redakční a internetová rada a skupina osob s autorizací pro vstupní testování.

### Aktivity
I když je Mensa zaměřena především na podporu nadaných dětí a rozvoj svých členů, nabízí mnohé činnosti širší veřejnosti. Mensa mimo jiné organizuje přednášky, exkurze a jiné volnočasové aktivity. Místní skupiny v jednotlivých krajích rovněž pořádají pravidelné schůzky. 

### Projekty
Dle svých stanov Mensa přispívá k rozvíjení inteligence členů. Tento svůj účel Mensa Česko naplňuje tím, že se v současné době zaměřuje mj. na.:
- Roku 1988 proběhlo v Praze první testování IQ veřejnosti.
- zakládání herních klubů pro podporu aktivního trávení volného času (Kluby nadaných dětí).
- pořádání letních a příměstský táborů pro nadané děti.
- podpora a poradenství pro rodiče talentovaných dětí.
- podpora vzájemné komunikace a seberealizace členů.
- Od roku 1993 provoz školy pro nadané děti Mensa gymnázium v Praze 6 Řepy.[2]
- Od roku 2008 vyhledávání talentovaných dětí (soutěž Logická olympiáda, 101 295 registrovaných v roce 2023[3]).
- Od roku 2024 Logická olympiáda pro dospělé s mezinárodní účastí (v prvním ročníku registrováno 3053 soutěžících ze 37 zemí[3]).
- Mensa NTC Learning – projekt rozvoje rozumových schopností dětí v předškolním věku.
- Od roku 2017 Konference Vzdělání pro buducnost

### Celostátní setkání
Tato setkání sdružují množství mensanů na jednom místě a v jeden čas. Konají se už od roku 1993, kdy se uskutečnilo první. V současné době jsou pořádána vždy dvě ročně, jedno na jaře a druhé na podzim. Setkání se většinou koná pět dní zahrnujících víkend a blízký státní svátek.
Téměř všechny akce Mensy Česko jsou přístupné i pro nečleny.

## Financování
Vlastní provoz Mensy je financován z:
- členských příspěvků členů,[4] testování IQ a grantů. Pod vlastním provozem se myslí:
- nutná režie vedení neziskové společnosti,
- poznávací a vzdělávací akce (především exkurze a přednášky),
- pořádání setkání v rámci místních skupin (sdružují členy Mensy geograficky),
- pořádání akcí v rámci zájmových skupin (sdružují členy Mensy tematicky),
- pořádání celostátních setkání mensanů.

Na financování ostatních činností, především na podporu nadaných dětí, Mensa vyhledává dotace, soukromé dary, nabízí reklamu ve vlastním časopise či používá výnosy ze spolupráce s komerčními firmami.

## Členové (výběr)
- Václav Fořtík – aktivista, bývalý předseda Mensy ČR
- Aleš Hodina – podnikatel a občanský aktivista
- Tomáš Houška – bývalý ředitel Osmiletého gymnázia Buďánka
- Daniela Kovářová – právnička a politička
- Miroslav Macek – lékař a politik
- Petr Mach – ekonom a politik
- Lech Przeczek – spisovatel
- Radoslav Rochallyi – spisovatel
- Radim Smetka – politik
- Jan Tománek – spisovatel a režisér
- Petr Tluchoř – politik